# Cercado (Tarija)

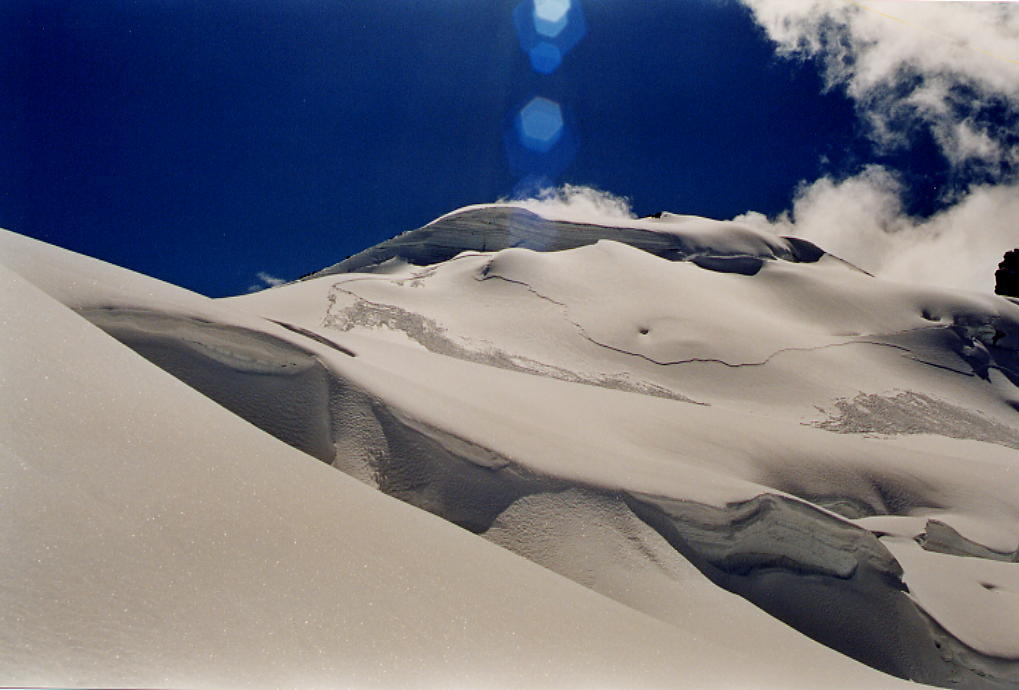
Duinen van Tajzara

Cercado is een provincie in het departement Tarija in Bolivia. Het huist onder andere de hoofdstad van het departement, Tarija. De provincie heeft een oppervlakte van 2078 km² en heeft 205.346 inwoners (2012).
Cercado bestaat uit één gemeente: Tarija (identisch met de provincie).

## Indeling
De provincie bestaat uit de volgende kantons:
- Cantón Alto España
- Cantón Junacas
- Cantón Lazareto
- Cantón San Agustín
- Cantón San Mateo
- Cantón Santa Ana
- Cantón Tarija
- Cantón Tolomosa
- Cantón Yesera

De volgende plaatsen zijn gelegen in de provincie Cercado:
- Tarija 179.52 inw. – Portillo 2197 inw. –  San Mateo 1735 inw. – San Andrés 1593 inw. – Guerra Huayco 1496 inw. – Turumayo 1253 inw. – Tolomosa Grande 936 inw. – Lazareto 795 inw. – La Pintada 646 inw. – Monte Sud 638 inw. – Compuerta 598 inw. – Santa Ana La Vieja 477 inw. – Yesera Norte 442 inw. – Yesera Centro 363 inw. – Monte Centro 308 inw. – San Agustín Sur 181 inw. – España Sur 174 inw. – Junacas Sur 107 inw. – Junacas Norte 66 inw.

Aniceto Arce · 
Burnet O'Connor · 
Cercado · 
Eustaquio Méndez · 
Gran Chaco · 
José María Avilés